# Tim Brent
Tim Brent (* 10. März 1984 in Cambridge, Ontario) ist ein ehemaliger kanadischer Eishockeyspieler. Der Center absolvierte 207 Spiele für die Anaheim Ducks, Pittsburgh Penguins, Chicago Blackhawks, Toronto Maple Leafs und Carolina Hurricanes in der National Hockey League.

## Karriere
Tim Brent begann seine Karriere als Eishockeyspieler bei den Toronto St. Michael’s Majors, für die er von 2000 bis 2004 in der Ontario Hockey League aktiv war. In dieser Zeit wurde er im NHL Entry Draft 2002 in der zweiten Runde als insgesamt 37. Spieler von den Mighty Ducks of Anaheim ausgewählt. Da diese ihn in den folgenden beiden Jahren nicht unter Vertrag nahmen, konnte er im NHL Entry Draft 2004 erneut gedraftet werden, wo ihn die Mighty Ducks in der dritten Runde als insgesamt 75. Spieler erneut auswählten. Nachdem er in den ersten beiden Jahren in Anaheim ausschließlich für deren Farmteams aus der American Hockey League, die Cincinnati Mighty Ducks und Portland Pirates, auf dem Eis stand, gab Brent in der Saison 2006/07 sein Debüt für das mittlerweile in Anaheim Ducks umbenannte Franchise, mit dem er den Stanley Cup gewann. Da er jedoch nicht genügend Spiele bestritt, ist sein Name nicht auf dem Pokal selbst eingraviert.
Am 23. Juni 2007 gab Anaheim den Center im Tausch für Stephen Dixon an die Pittsburgh Penguins ab, für die er jedoch nur eine einzige NHL-Partie absolvierte. Den Rest der Saison spielte er für Pittsburgh AHL-Farmteam, die Wilkes-Barre/Scranton Penguins, mit denen er im Finale um den Calder Cup den Chicago Wolves unterlag. Nach der Spielzeit wurde Brent im Tausch für Danny Richmond an die Chicago Blackhawks abgegeben, für die er in der Saison 2008/09 ebenfalls nur zwei Spiele bestritt und stattdessen hauptsächlich von den Rockford IceHogs in der AHL eingesetzt wurde. Am 6. Juli 2009 unterschrieb Tim Brent bei den Toronto Maple Leafs einen Einjahresvertrag. In seiner ersten Saison kam er lediglich zu einem Einsatz für die Maple Leafs in der NHL, da Brent mit Verletzungsproblemen zu kämpfen hatte. Den Rest der Spielzeit verbrachte er bei den Toronto Marlies und zeigte gute Leistungen, sodass er zur Saison 2010/11 wieder in den NHL-Kader aufgenommen wurde. Am 1. Juli 2011 unterzeichnete Brent einen Kontrakt für zwei Jahre bei den Carolina Hurricanes. Für die Hurricanes absolvierte er insgesamt 109 NHL-Partien, in denen er 27 Scorerpunkte sammelte.
Im Juli 2013 unterschrieb Brent einen Vertrag bei Torpedo Nischni Nowgorod aus der Kontinentalen Hockey-Liga. Nach 18 Spielen für Torpedo entschied sich das Management des Klubs, Brent gegen Justin Hodgman vom HK Metallurg Magnitogorsk einzutauschen. Mit Metallurg gewann Brent 2014 die Meisterschaftstrophäe der KHL, den Gagarin-Pokal.
Nach zwei Jahren in der KHL kehrte Brent im Juli 2015 in die NHL zurück, als er einen Einjahresvertrag bei den Philadelphia Flyers unterzeichnete. Dort wurde er allerdings nur in der AHL bei den Lehigh Valley Phantoms eingesetzt. Nach der Saison 2015/16 beendete er seine aktive Karriere.

### International
Für Kanada nahm Brent an der U20-Junioren-Weltmeisterschaft 2004 teil, bei der er mit seiner Mannschaft die Silbermedaille gewann.

## Erfolge und Auszeichnungen
- 2004 Silbermedaille bei der U20-Junioren-Weltmeisterschaft
- 2014 Gagarin-Pokal-Sieger und Russischer Meister mit dem HK Metallurg Magnitogorsk

## Karrierestatistik
(Legende zur Spielerstatistik: Sp oder GP = absolvierte Spiele; T oder G = erzielte Tore; V oder A = erzielte Assists; Pkt oder Pts = erzielte Scorerpunkte; SM oder PIM = erhaltene Strafminuten; +/− = Plus/Minus-Bilanz; PP = erzielte Überzahltore; SH = erzielte Unterzahltore; GW = erzielte Siegtore; 1 Play-downs/Relegation; Kursiv: Statistik nicht vollständig)